# Eukiefferiella longipes
Eukiefferiella longipes är en tvåvingeart som beskrevs av Chernovskij 1949. Eukiefferiella longipes ingår i släktet Eukiefferiella och familjen fjädermyggor. Inga underarter finns listade i Catalogue of Life.